# Garrettia siamensis
Garrettia es un género de plantas con flores perteneciente a la familia de las verbenáceas. Incluye una sola especie: Garrettia siamensis H.R.Fletcher(1937). Es nativo de Indochina a Malasia.

## Taxonomía
Garrettia siamensis fue descrita por Harold Roy Fletcher y publicado en Bulletin of Miscellaneous Information Kew 1937(2): 71–72, 74, f. 1. 1937.
Sinonimia
- Garrettia cymarioides (H.J.Lam & A.Meeuse) A.Meeuse
- Vitex cymarioides H.J.Lam & A.Meeuse[3]